# Victor Lindgren
Victor Claes Rickard Lindgren (Sjöbo, 16 de maio de 2003) é um atirador esportivo sueco.

## Carreira
Lindgren nasceu e foi criado em Sjöbo, Suécia. Ele se mudou para Sävsjö para participar do programa de tiro esportivo na Riksidrottsgymnasiet, uma escola secundária especializada em esportes. Lindgren conquistou o ouro no rifle de ar 10 metros no Campeonato Europeu Júnior em Tallinn em 2023. No mesmo ano, conquistou o ouro na mesma disciplina no Campeonato Mundial em Baku.
Nos Jogos Olímpicos de Verão de 2024, em Paris, conquistou a medalha de prata na prova de carabina de ar 10 m masculino.